# Taboada (ort)
Taboada är en ort i Spanien.   Den ligger i provinsen Provincia de Lugo och regionen Galicien, i den nordvästra delen av landet, 400 km nordväst om huvudstaden Madrid. Taboada ligger 623 meter över havet och antalet invånare är 3 818.
Terrängen runt Taboada är huvudsakligen kuperad, men den allra närmaste omgivningen är platt. Terrängen runt Taboada sluttar österut. Runt Taboada är det ganska glesbefolkat, med 38 invånare per kvadratkilometer. Närmaste större samhälle är Chantada, 10,9 km söder om Taboada. Trakten runt Taboada består till största delen av jordbruksmark.